# Pierre Guichet
Pierre Auguste Antoine Marie Guichet MSC (ur. 21 stycznia 1915 roku w Saint-Hilaire-de-Clisson, Francja, zm. 3 października 1997) – francuski biskup rzymskokatolicki. Ordynariusz diecezji Tarawa w latach 1966-1978.
Święcenia kapłańskie przyjął w dniu 24 marca 1946 roku w zgromadzeniu Misjonarzy Najświętszego Serca Jezusowego. W dniu 19 lipca 1961 roku został mianowany wikariuszem apostolskim Wysp Gilberta i jednocześnie biskupem tytularnym Stectorium. Sakrę biskupią przyjął w dniu 18 listopada 1961 roku. W dniu 21 czerwca 1966 roku został mianowany biskupem Tarawy. Zrezygnował z tej funkcji w dniu 15 listopada 1978 roku i przeszedł na emeryturę.